# Татаринское сельское поселение
Татаринское сельское поселение — муниципальное образование в Каменском районе Воронежской области.
Административный центр — село Татарино.

## География
Татаринское сельское поселение расположено в юго-западной части Каменского района.

## Административное деление
Состав поселения:
- село Татарино.